# Rhysida longicornis
Rhysida longicornis är en mångfotingart som beskrevs av Pocock 1891. Rhysida longicornis ingår i släktet Rhysida och familjen Scolopendridae. Inga underarter finns listade i Catalogue of Life.